# Цянь
Цянь (кит. трад. 錢, упр. 钱, англ. Cash) — название китайской мелкой монеты. В русском языке ранее употреблялось название — «чох». В английском языке принято название «кэш». Выпускались преимущественно в виде круглой бронзовой монеты с отверстием в центре.

## История
Первые подобные монеты появились как подражание медным кольцам, игравшим роль товаро-денег. Вес и размер монет различных китайских государств и династий отличались. На древнейших монетах часто указывался только вес, реже — место отливки. Постепенно круглые монеты с отверстием вытеснили из обращения все остальные.
Установление единого централизованного государства в период династии Тан способствовало укреплению экономики и установлению прочной денежной единицы — монеты весом в один цянь. Как правило, цяни отливали из бронзы, иногда — из меди, латуни, железа. Монеты отливались на множестве монетных дворов, в некоторых провинциях их было по 2—3. Существует несколько тысяч разновидностей цяней.
После денежной реформы 1889 года, когда в качестве денежной единицы был установлен юань (доллар), равный серебряному мексиканскому песо, цянь продолжал использоваться в обращении, как разменная денежная единица, равная 1⁄1000 юаня или 1⁄10 фыня (цента). В начале XX века на некоторых монетных дворах цяни начали не только отливать, но и чеканить. Монеты, изготовленные методом чеканки, часто не имели отверстия, а номинал на них обозначался не только на китайском, но и на английском языке. Чеканилось значительное число видов кратных номиналов (2, 5, 10, 20 цяней и др.), изготавливавшихся иногда и ранее методом литья. Изготовление монет в цянях прекращено в 1930-х годах, из обращения они изъяты в ходе денежной реформы 1948—1952 годов, унифицировавшей денежное обращение Китая.
Китайский цянь послужил образцом для монет многих других территорий. Прямые подражания или монеты по типу цяня чеканили: Согд, Тюргешский каганат, Япония (мон), позднее — Корея (мун) и Вьетнам. Монеты этого типа в 1863—1866 годах чеканились для британского Гонконга, в 1879—1905 годах — для Французского Индокитая

## Технология отливки
Монеты в Китае, за редким исключением, отливались из бронзы, основным ингредиентом которой являлась медь. Свинец, олово и цинк добавлялись в сплав в небольших количествах. Наибольшим содержанием меди отличались монеты отлитые во времена Ранней Хань и Ван Мана (от 75 до 90 %), династий Тан (около 83 %) и Мин (91 %). В некоторые периоды Китай испытывал «медный голод» и тогда содержание меди в сплаве падало, так во времена империи Сун к 1019 году оно снизилось до 64 процентов..
В 1741 году при императоре Цяньлуне сплав из которого отливались цяни содержал уже 50 % меди, 41,5 % цинка, 6,5 % свинца и 2 % олова, то есть фактически это уже была не бронза а латунь.
Для отливки использовались формы, вырезанные из известняка, прессованного мелкозернистого песка или мягкого песчаника. На одной форме могли быть вырезаны матрицы для 5-6 монет, иногда до 40 и более. Более простой способ заключался в том, что с монет, служивших образцами делались оттиски на глиняных дощечках, которые после обжига служили формами для отливки. Позже для этой цели стали изготавливать специальные бронзовые матрицы с вырезанными на них монетами и канавками для расплавленного металла.
После того, как металл застывал, получившуюся отливку доставали из формы, отделяли готовые монеты и при необходимости шлифовали аверс и реверс. Существуют находки отливок с неотделенными монетами, наглядно демонстрирующие этот процесс.

## Хронология

### Монета 5 шу (118 до н. э. — 621 н. э.)
За первые полвека существования империи Хань (206 до н. э. — 220 н. э.) вес имевшей тогда хождение монеты в пол-ляна несколько раз последовательно снижался. Положение осложнялось еще и тем, что населению была разрешена самостоятельная отливка монет, что вело к их ухудшению. В 118 году до н. э. седьмой император династии У-ди (140-87 до н. э.) провел кардинальную денежную реформу. Он ввел в обращение новую монету достоинством в 5 шу (шу — старинная мера веса, равная весу 100 зерен проса). Он изъял и переплавил все ходившие ранее монеты и запретил отливать монеты всем, кроме государственного монетного двора.
Дизайн новой монеты существенно отличался от всех предыдущих: на аверсе справа налево были изображены стилизованные иероглифы 五銖 (wǔ zhū), обозначающие ее вес. По краю монеты и вокруг центрального квадратного ответстия шел выступающий ободок, предохраняющий надпись от стирания. Монеты в 5 шу отливались в Китае более 700 лет.
Постепенно вес и качество монет ухудшалось, что заставило пришедшего к власти в 9 году н. э. узурпатора Ван Мана провести несколько денежных реформ. Сначала им были выпущены монеты в 1, 10, 20, 30, 40 и 50 шу, которые не нашли поддержки населения, а только осложнили финансовое положение страны, так как стали активно подделываться фальшивомонетчиками. Следующие монетные реформы только ухудшили положение. С реставрацией династии Хань были восстановлены популярные в народе полновесные монеты в 5 шу.
После падения империи Хань, в Китае наступил 400 летний период нестабильности. Страна, поделенная на мелкие царства и раздираемая междоусобицами правящих династий, подвергалась набегам кочевников. По-прежнему отливались монеты в 5 шу, но бывали периоды, когда вес и размер монет настолько уменьшался, что иероглифы уже не помещались на них. Такие монеты получили название «гусиный глаз» и принимались только связками.
Кроме монет в 5 шу отливались монеты в 25, 100, 250, 500, 1000, 2000 и 2500 шу. В этот же период отливались железные монеты в 5 шу, которые стоили в два раза дешевле номинала.

### Династия Тан (618—907)
Собственно цяни появились в начале правления династии Тан (618—907 гг.). В 621 году первый император династии Гаоцзу утвердил новый дизайн монет, который просуществовал без существенных изменений почти 1300 лет. Вес монеты был выбран равным 1/10 части ляна (примерно 3.6 — 3.7 грамма), диаметр 24-25 мм. Впервые на монетах не указывался ее вес, зато на аверсе появилось четыре иероглифа: сверху вниз писался девиз императора или иероглифы 開元 (kāiyuán), справа налево — 通寶 (tōng bǎo).
В годы правления императоров Гао-цзуна (650—683) и Су-цзуна (756—762) были выпущены монеты 10 цяней и 50 цяней, но так как они не соответствовали объявленному весу, то не получили большого распространения из-за нежелания населения их брать. Постепенно название цянь закрепляется вообще за любой мелкой китайской монетой. Как счетная единица начинает использоваться понятие «вэнь» (文).

### Северная и Южная Сун (960—1279)
Объединение Китая под властью императоров Северной Сун и последовавший за этим расцвет сельского хозяйства, ремесел и торговли сказался и на денежном обращении. В этот период было отлито больше цяней, чем во времена какой-либо другой династии.. Несмотря на это монет для обслуживания растущей экономики не хватало. Развивающаяся внешняя торговля привела к тому, что китайские цяни стали популярным средством денежного обращения на всем Дальнем Востоке от Японии до стран Южно-Китайского моря, что приводило к их постоянному оттоку. Для поддержания денежной массы было снижено содержание дефицитной меди в бронзе (к 1019 году оно составило всего 64 процента), вводился запрет на вывоз монет из страны.
Цяни периода Сун отличаются большим разнообразием. Развитие каллиграфии нашло отражение и в монетном деле — надписи на монетах стали писать не только в стиле уставного кайшу (чжэнь), но и курсивом (синшу), скорописью (цаошу), вариантом «малая печать» архаичного стиля чжуаньшу, а также лишу и другими почерками, иногда смешанного типа. При этом монеты одного периода и номинала могли отливаться сразу в двух-трех вариантах оформления. Так, по легенде император Тай-цзун (976—997) собственноручно, тремя разными стилями написал образцы для своих монет периода правления «Чуньхуа» (990—994). В 1180 году при императоре Сяо-цзуне впервые на цянях появилась точная дата их отливки — на реверсе монеты обозначался порядковый год правления императора.
- Монета 1 цянь. Династия Северная Сун, имп. Чжэ-цзун, период правления "Юанью" (元祐) 1086—1094. Почерк "чжуань". Бронза, 24.5 мм, 3.9 г.
- Монета 1 цянь. Династия Северная Сун, имп. Чжэ-цзун, период правления "Юанью" (元祐) 1086—1094. Почерк "синшу". Бронза, 24.5 мм, 3.1 г.
- Монета 1 цянь. Династия Северная Сун, имп. Хуэй-цзун, период правления "Чжэнхэ" (政和) 1111—1118. Почерк "лишу". Бронза, 24.68 мм, 3.8 г.
- Монета 1 цянь. Династия Северная Сун, имп. Хуэй-цзун, период правления "Чжэнхэ" (政和) 1111—1118. Почерк "чжуань". Бронза, 24.5 мм, 3.6 г.

У многих монет империи Сун (особенно Северной Сун) изменен порядок чтения иероглифов. Они читаются по часовой стрелке, начиная с верхнего. Сначала идет девиз периода правления, например: 元祐 (Yuányòu), потом следует традиционная надпись 通寶 (tōng bǎo, «Тун бао» — имеющее хождение сокровище), или 元寶 (yuán bǎo, «Юань бао» — главное / основное сокровище). На некоторых монетах номиналом 2, 3, 5 и 10 цяней эта надпись заменена на 重寶 (zhòng bǎo, «Чжун бао» — тяжелое сокровище).
Помимо монет большого номинала была предпринята неудачная попытка ввести разменные монеты достоинством 1/10 цяня из железа.

### Династия Юань (1271—1368)
Завоевание монголами сначала империи Цзинь, а затем и Южной Сун, и образование на захваченной территории государства под властью династии Юань (1271—1368) кардинально изменило состояние денежного обращения страны. При первом императоре новой династии Хубилае (годы правления 1271—1294) в торговле использовались монеты отлитые при предыдущих императорах и выпускались новые. Однако, основным средством денежного обращения при новой династии стали бумажные деньги и серебряные слитки. Хубилай поручил буддийскому учёному Пагба-ламе разработать алфавит приспособленный для передачи фонем монгольского языка, получивший название квадратного письма. Теперь некоторые монеты (чаще всего больших номиналов) имели надписи на монгольском языке, выполненные этим письмом.
При преемниках Хубилая выпуск монет все больше сокращался. Новые монеты отливались небольшими партиями и иногда в двух вариантах: с легендой на китайском и монгольском языках. Начиная с правления императора Аюрбарибада (1312), на 40 лет практически полностью был прекращен выпуск бронзовых монет. Населению разрешалось пользоваться только бумажными деньгами. В этот период было отлито небольшое количество так называемых «храмовых монет», предназначавшихся для буддийских монастырей и имеющих малый вес и плохое качество. В последние годы господства династии Юань бумажные деньги печатались в огромных количествах, пока их цена не стала меньше цены бумаги на которой они были напечатаны. Пытаясь исправить ситуацию, последний император династии Тогон-Тэмур (1333—1370) начиная с 1350 года начал отливать новые монеты номиналом 5 фыней, 1 цянь 5 фыней, 2 цяня 5 фыней, 5 цяней и 10 лян. Сейчас эти монеты очень редки, что говорит о том, что они выпускались в ограниченном количестве.

### Династия Мин (1368—1644)
Еще до провозглашения императором, основатель новой династии Мин (1368—1644) Чжу Юаньчжан (будущий император Хунъу, 1368—1398) основал монетный двор в Нанкине и стал отливать новые цяни. Став в 1368 году императором он увеличил выпуск бронзовых монет. Монетные дворы были открыты в городах Пекин, Цзинань, Гуйлинь; в провинциях Хэнань, Чжэцзян, Фуцзянь, Хубэй, Гуандун. Помимо монет в один цянь выпускались монеты в 2, 3, 5 и 10 цяней (1 лян). Вес тяжелых монет часто указывался на реверсе и практически соответствовал реальному весу, что укрепляло доверие населения к этим монетам. Иногда на реверсе одним иероглифом указывалось место отливки.
В 1375 году были утверждены строгие стандарты для изготовления монет, которые установливали вес монет и состав бронзового сплава, идущего на их отливку (монеты династии Мин отличаются самым высоким содержанием меди — около 91 %).
Цяни этого периода более однообразны, чем монеты династии Северная Сун. Надписи на них выполнялись только стилями кайшу или лишу, либо смешением этих стилей. Отныне каждый император выбирал себе один девиз до конца правления, что тоже ограничивало разнообразие монет (Император династии Северная Сун Жэнь-цзун сменил 9 девизов правления и для каждого периода отливался свой тип монет). Из 17 императоров династии Мин только 10 отливали цяни со своими девизами, остальные семь либо использовали монеты предшествующих правлений, либо продолжали выпускать монеты с девизами предшественника.
Все монеты династии Мин, помимо девиза императора имеют одну надпись — «Тун бао» (通寶). В отличие от монет предыдущих династий, надпись «Юань бао» (元寶) на них не встречается из уважения к первому императору династии Чжу Юаньчжан, у которого в имени был иероглиф «Юань» (元).
В первой половине XVII века империю сотрясают крестьянские восстания вызванные неурожаями, коррупцией чиновников и затянувшейся войной с маньчжурами. В этот период появляются монеты выпущенные предводителями восставших (Чжан Сяньчжун, Ли Цзычэн) и различными претендентами на престол (У Саньгуй, Чжу Юлан и др.). Все эти монеты отливались по образцу минских, но с соответствующими девизами.

## Монеты, чеканившиеся по образцу цяня
- Мон, Япония
- Ван, Вьетнам
- Сапек, Французский Индокитай
- Миль, Гонконг